# 109 Felicitas
Felicitas /fɪˈlɪsɪtæs/ (định danh hành tinh vi hình: 109 Felicitas) là một tiểu hành tinh khá lớn và tối ở vành đai chính. Ngày 9 tháng 10 năm 1869, nhà thiên văn học người Mỹ gốc Đức Christian H. F. Peters phát hiện tiểu hành tinh Felicitas và đặt tên nó theo tên Felicitas, nữ thần thành công trong thần thoại La Mã.
Chỉ một lần Felicitas che khuất một ngôi sao, được quan sát thấy từ Nhật Bản vào ngày 29 tháng 3 năm 2003.